# Exèresi

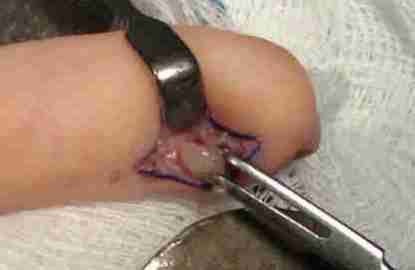
Moment de l'exèresi d'un tumor glòmic del dit, després de la incisió de la pell i la separació de les vores per poder veure el tumor.

L'exèresi és l'extirpació (eliminació del cos) quirúrgica de qualsevol part del cos, tumor o òrgan. Aproximadament sinònim d'excisió, aquest últim pressuposa que l'eliminació s'efectua tallant. És sinònim d'ablació quirúrgica. El nom per a les exèresis d'òrgans habitualment tenen el sufix "ectomia".
L'exèresi d'una part o de tota una extremitat rep el nom d'amputació quirúrgica.